# Gephyromantis leucocephalus
Gephyromantis leucocephalus is een kikker uit de familie gouden kikkers (Mantellidae). De soort werd voor het eerst wetenschappelijk beschreven door Fernand Angel in 1930. Later werd de wetenschappelijke naam Mantidactylus leucocephalus gebruikt. De soort behoort tot het geslacht Gephyromantis.

## Leefgebied
De kikker is endemisch in Madagaskar. De soort komt voor in het zuidoosten van het eiland en leeft op een hoogte tot de 900 meter boven zeeniveau.

## Synoniemen
- Gephyromantis decaryi subsp. leucocephala Angel, 1930
- Mantidactylus leucocephalus (Angel, 1930)